# يودميداس الثالث
يودميداس الثالث (باليونانية: Εὐδαμίδας) هو ملك لأسبرطة اسميا اذ أنه تسلم الحكم رضيعا بعد مقتل والده أجيس الرابع وخلفه عمه أرخيداموس الخامس.

## وصلات خارجية
- مولر، كارل أوتفريد تاريخ وآثار السلالة الدوريون. (باللغة الإنجليزية)
- بوسانياس، وصف اليونان (باللغة الإنجليزية)